# Развиновка (Городнянский район)
Развиновка (укр. Розвинівка) — село,
Выхвостовский сельский совет,
Городнянский район,
Черниговская область,
Украина.
Код КОАТУУ — 7421482802. Население по переписи 2001 года составляло 135 человек .

## Географическое положение
Село Развиновка находится на берегах реки Замглай,
ниже по течению на расстоянии в 2 км расположено село Звеничев.
Вокруг села много ирригационных каналов.